# Hertogenwald
Hertogenwald är en skog i Belgien.   Den ligger i provinsen Liège och regionen Vallonien, i den östra delen av landet, 120 km öster om huvudstaden Bryssel.
I omgivningarna runt Hertogenwald växer i huvudsak blandskog. Runt Hertogenwald är det ganska tätbefolkat, med 144 invånare per kvadratkilometer.